# Weltmeisterschaften im Gewichtheben 1973
Die 47. Weltmeisterschaften im Gewichtheben der Männer fanden vom 15. bis 23. September 1973 in der kubanischen Hauptstadt Havanna statt. An den von der International Weightlifting Federation (IWF) im Zweikampf (Reißen und Stoßen) ausgetragenen Wettkämpfen nahmen 189 Gewichtheber aus 39 Nationen teil.

## Medaillengewinner

### Männer

#### Klasse bis 52 Kilogramm
| Disziplin | Gold              | Gold     | Silber           | Silber   | Bronze           | Bronze   |
| --------- | ----------------- | -------- | ---------------- | -------- | ---------------- | -------- |
| Reißen    | Takeshi Horikoshi | 102,5 kg | Zygmunt Smalcerz | 100,0 kg | Ion Hortopan     | 100,0 kg |
| Stoßen    | Mohammad Nassiri  | 140,0 kg | Lajos Szűcs      | 132,5 kg | Zygmunt Smalcerz | 127,5 kg |
| Zweikampf | Mohammad Nassiri  | 240,0 kg | Lajos Szűcs      | 230,0 kg | Zygmunt Smalcerz | 227,5 kg |

#### Klasse bis 56 Kilogramm
| Disziplin | Gold         | Gold     | Silber         | Silber   | Bronze       | Bronze   |
| --------- | ------------ | -------- | -------------- | -------- | ------------ | -------- |
| Reißen    | Koji Miki    | 117,5 kg | Georgi Todorow | 112,5 kg | Atanas Kirov | 110,0 kg |
| Stoßen    | Atanas Kirov | 147,5 kg | Georgi Todorow | 142,5 kg | Karel Prohl  | 142,5 kg |
| Zweikampf | Atanas Kirov | 257,5 kg | Georgi Todorow | 255,0 kg | Koji Miki    | 252,5 kg |

#### Klasse bis 60 Kilogramm
| Disziplin | Gold            | Gold     | Silber          | Silber   | Bronze         | Bronze   |
| --------- | --------------- | -------- | --------------- | -------- | -------------- | -------- |
| Reißen    | János Benedek   | 122,5 kg | Dito Schanidse  | 120,0 kg | Kurt Pittner   | 115,0 kg |
| Stoßen    | Norair Nurikyan | 152,5 kg | Dito Schanidse  | 152,5 kg | Kazumasa Hirai | 145,0 kg |
| Zweikampf | Dito Schanidse  | 272,5 kg | Norair Nurikyan | 267,5 kg | Jan Wojnowski  | 257,5 kg |

#### Klasse bis 67,5 Kilogramm
| Disziplin | Gold                | Gold     | Silber              | Silber   | Bronze      | Bronze   |
| --------- | ------------------- | -------- | ------------------- | -------- | ----------- | -------- |
| Reißen    | Mladen Kutschew     | 132,5 kg | Mucharbi Kirschinow | 130,0 kg | Petar Janew | 130,0 kg |
| Stoßen    | Mucharbi Kirschinow | 175,0 kg | Mladen Kutschew     | 170,0 kg | Masao Katō  | 165,0 kg |
| Zweikampf | Mucharbi Kirschinow | 305,0 kg | Mladen Kutschew     | 302,5 kg | Petar Janew | 292,5 kg |

#### Klasse bis 75 Kilogramm
| Disziplin | Gold             | Gold     | Silber       | Silber   | Bronze       | Bronze   |
| --------- | ---------------- | -------- | ------------ | -------- | ------------ | -------- |
| Reißen    | Nedeltscho Kolew | 147,5 kg | Peter Wenzel | 140,0 kg | Ondrej Hekel | 137,5 kg |
| Stoßen    | Nedeltscho Kolew | 190,0 kg | András Stark | 177,5 kg | Peter Wenzel | 177,5 kg |
| Zweikampf | Nedeltscho Kolew | 337,5 kg | Peter Wenzel | 317,5 kg | András Stark | 312,5 kg |

#### Klasse bis 82,5 Kilogramm
| Disziplin | Gold                | Gold     | Silber              | Silber   | Bronze           | Bronze   |
| --------- | ------------------- | -------- | ------------------- | -------- | ---------------- | -------- |
| Reißen    | Leif Jensen         | 160,0 kg | Wladimir Ryschenkow | 157,5 kg | Frank Zielecke   | 155,0 kg |
| Stoßen    | Frank Zielecke      | 192,5 kg | Wladimir Ryschenkow | 192,5 kg | Stefan Sochanski | 187,5 kg |
| Zweikampf | Wladimir Ryschenkow | 350,0 kg | Frank Zielecke      | 347,5 kg | Stefan Sochanski | 332,5 kg |

#### Klasse bis 90 Kilogramm
| Disziplin | Gold            | Gold     | Silber          | Silber   | Bronze        | Bronze   |
| --------- | --------------- | -------- | --------------- | -------- | ------------- | -------- |
| Reißen    | David Rigert    | 165,0 kg | Andon Nikolov   | 162,5 kg | Peter Petzold | 160,0 kg |
| Stoßen    | Wassili Kolotow | 202,5 kg | David Rigert    | 200,0 kg | Peter Petzold | 197,5 kg |
| Zweikampf | David Rigert    | 365,0 kg | Wassili Kolotow | 360,0 kg | Peter Petzold | 357,5 kg |

#### Klasse bis 110 Kilogramm
| Disziplin | Gold             | Gold     | Silber          | Silber   | Bronze          | Bronze   |
| --------- | ---------------- | -------- | --------------- | -------- | --------------- | -------- |
| Reißen    | Pawel Perwuschin | 170,0 kg | Javier González | 162,5 kg | Rudolf Strejček | 157,5 kg |
| Stoßen    | Pawel Perwuschin | 215,0 kg | Helmut Losch    | 215,0 kg | Javier González | 200,0 kg |
| Zweikampf | Pawel Perwuschin | 385,0 kg | Helmut Losch    | 370,0 kg | Javier González | 362,5 kg |

#### Klasse über 110 Kilogramm
| Disziplin | Gold             | Gold     | Silber           | Silber   | Bronze                  | Bronze   |
| --------- | ---------------- | -------- | ---------------- | -------- | ----------------------- | -------- |
| Reißen    | Rudolf Mang      | 180,0 kg | Wassili Alexejew | 177,5 kg | Stanislaw Batischtschew | 175,0 kg |
| Stoßen    | Wassili Alexejew | 225,0 kg | Gerd Bonk        | 222,5 kg | Rudolf Mang             | 220,0 kg |
| Zweikampf | Wassili Alexejew | 402,5 kg | Rudolf Mang      | 400,0 kg | Stanislaw Batischtschew | 392,5 kg |